# Gare de Sablé
Gare de Sablé – stacja kolejowa w Sablé-sur-Sarthe, w departamencie Sarthe, w regionie Kraj Loary, we Francji.
Została otwarta w 1863 przez Compagnie des chemins de fer de l'Ouest. Dziś jest stacją Société nationale des chemins de fer français (SNCF), obsługiwaną przez pociągi TGV i TER Pays de la Loire kursujące między Le Mans, Angers i Nantes.